# Defensoria Pública do Estado da Bahia
A Defensoria Pública do Estado da Bahia (DPE-BA) é uma organização governamental brasileira com a finalidade de prestar assistência jurídica gratuita às pessoas carentes com jurisdição no estado da Bahia. Foi criada pela Lei Estadual n.º 4.856/85, de 30 de dezembro de 1985 e inicialmente com um vínculo de dependência com o governo estadual. Posteriormente, com a Emenda à Constituição Estadual n.º 11 de 2005, a Defensoria Pública passou a ter autonomia funcional e administrativa em relação ao poder executivo.
No Brasil as defensorias públicas são o tipo de instituição permanente, essencial à função jurisdicional do Estado, incumbindo-lhe, como expressão e instrumento do regime democrático, fundamentalmente, a orientação jurídica, a promoção dos direitos humanos e a defesa, em todos os graus, judicial e extrajudicial, dos direitos individuais e coletivos, de forma integral e gratuita, aos necessitados, na forma do inciso LXXIV do art. 5.º da Constituição Federal de 1988.
Atua nas áreas cível, criminal, curatorial, de defesa do consumidor, dos direitos da criança e do adolescente, da família, da proteção aos direitos da pessoa idosa, dos juizados especiais criminais, do combate à violência doméstica e familiar e da proteção aos direitos humanos.
O Conselho Superior da Defensoria é formado por: quatro membros natos, que são o Defensor Público Geral, o Subdefensor Público Geral, o Corregedor Geral e o Ouvidor Geral e seis conselheiros eleitos titulares, além de seis conselheiros eleitos suplentes, caso um dos membros titulares fique impossibilitados de atuar.

## Lista de titulares da chefia do órgão

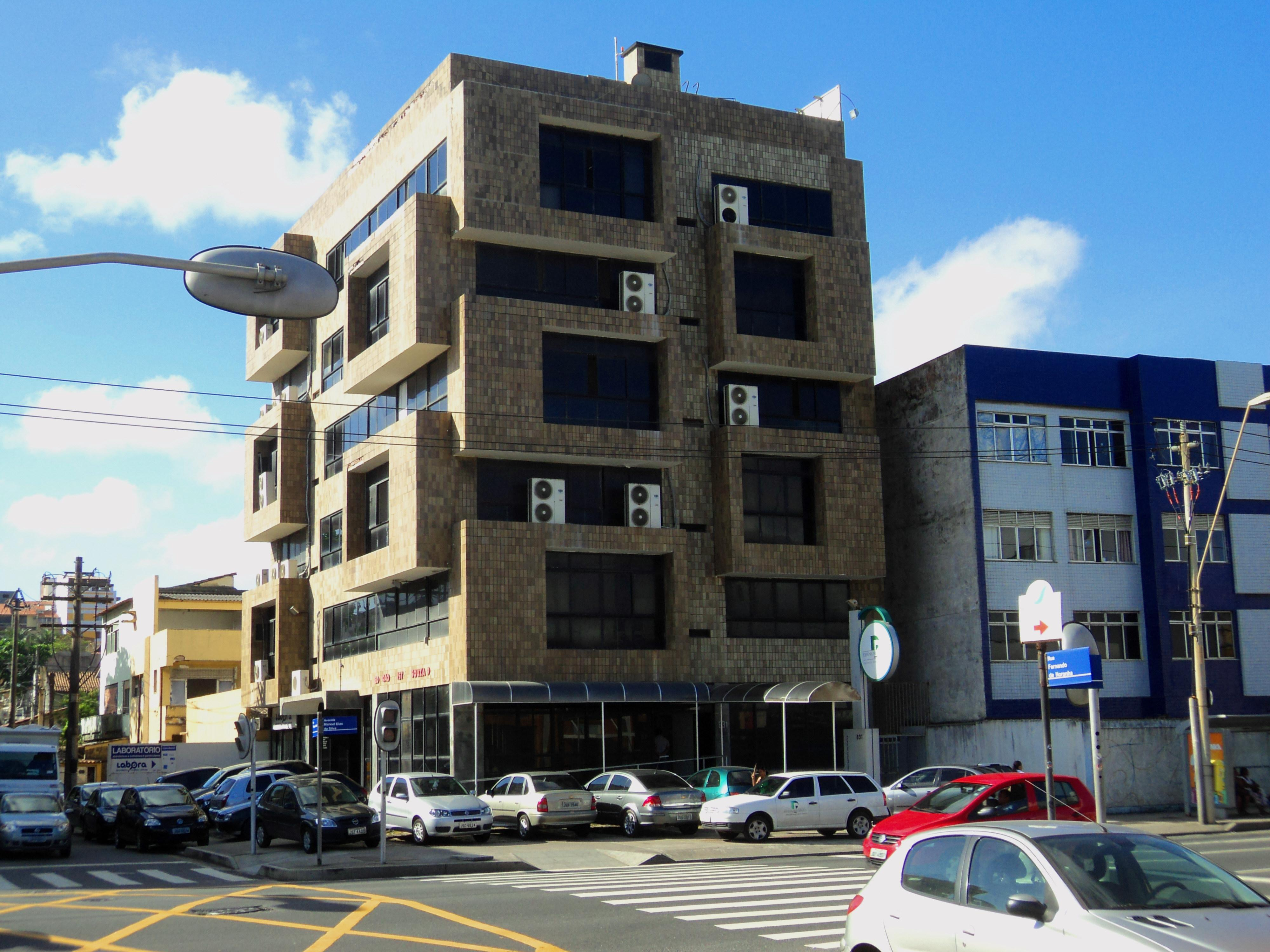
Antigo edifício da DPE-BA no bairro da Pituba

O cargo máximo da DPE-BA é designado "Defensor Público Geral" ("Defensora Pública Geral", no feminino). Os incumbentes foram:
- João de Melo Cruz (1987-1989)
- Nívea Castelo Branco (1989-1991)
- Genaldo Lemos Couto (1991-2002)
- Roberto Cidreira (substituto) (2002-2003)
- Jânio Cândido Simões Neri (2003-2005)
- Hélia Maria Amorim (2005-2007)
- Tereza Cristina Almeida Ferreira (2007-2011)
- Maria Célia Nery Padilha (2011-2013)
- Vitória Beltrão Bandeira (2013-2015)
- Clériston Cavalcante de Macêdo (2015-2019)
- Rafson Saraiva Ximenes (2019-2023)
- Firmiane Venâncio (2023-2025)[8]
- Camila Canário (2025-atualmente)[1]